# Sericopimpla erythromerus
Sericopimpla erythromerus är en stekelart som beskrevs av Setsuya Momoi 1977. Sericopimpla erythromerus ingår i släktet Sericopimpla och familjen brokparasitsteklar. Inga underarter finns listade i Catalogue of Life.